# Opération Altair
L'opération Altair est le nom de code de la contribution maritime canadienne à la coalition anti-terroriste menée par les États-Unis, connue sous l'appellation Operation Enduring Freedom (OEF). La contribution du Canada consiste dans sa partie principale au déploiement de vaisseaux de guerre. Le NCSM Toronto, une frégate de la classe Halifax avec hélicoptère embarqué, fut le premier navire à rejoindre cette opération. Il servit de janvier à juillet 2004 au sein du groupe tactique du porte-avions USS George Washington. Cependant, en raison d'autres besoins exprimés à d'autres endroits du monde, il y eut certaines périodes où aucun navire canadien ne prit part à l'OEF.
En outre, la contribution militaire canadienne à la campagne internationale contre le terrorisme d'octobre 2001 à octobre 2003, connue sous le nom d'opération Apollo, consista au déploiement de soldats à Kandahar en Afghanistan et également au déploiement de navires dans le golfe Persique.

## Déploiements
| De             | À              | Navire                                                               | Rattaché à                                  | Commandant                             |
| -------------- | -------------- | -------------------------------------------------------------------- | ------------------------------------------- | -------------------------------------- |
| juin 2008      | septembre 2008 | NCSM Iroquois (Halifax), NCSM Protecteur et NCSM Calgary (Esquimalt) | Force opérationnelle combinée 150 (CTF 150) | Commodore Bob Davidson (NCSM Iroquois) |
| novembre 2007  | avril 2008     | NCSM Charlottetown (Halifax)                                         | Groupe aéronaval du USS Harry S. Truman     |                                        |
| septembre 2006 | mars 2007      | NCSM Ottawa (Halifax)                                                | Groupe expéditionnaire du USS Boxer         |                                        |
| avril 2005     | octobre 2005   | NCSM Winnipeg (Esquimalt)                                            | U.S. Fifth Fleet                            |                                        |
| janvier 2004   | juillet 2004   | NCSM Toronto (Halifax)                                               | Groupe aéronaval du USS George Washington   |                                        |